# Лидия из Фиатир
Лидия из Фиатир — женщина-христианка, проживавшая в городе Филиппы и обращённая апостолом Павлом в ходе его миссионерского путешествия в 51—52 году.

## Деяния апостолов
Упоминается в 16 главе книги Деяний апостолов. В ходе своего второго миссионерского путешествия апостол Павел отплыл из Троады на корабле и прибыл в Македонию, впервые вступив на землю Европы. Город Филиппы стал, таким образом, первым европейским городом, где было проповедано христианство, а Лидия — первым обратившимся в христианство европейцем.
Итак, отправившись из Троады, мы прямо прибыли в Самофракию, а на другой день в Неаполь, оттуда же в Филиппы: это первый город в той части Македонии, колония. В этом городе мы пробыли несколько дней. В день же субботний мы вышли за город к реке, где, по обыкновению, был молитвенный дом, и, сев, разговаривали с собравшимися [там] женщинами. И одна женщина из города Фиатир, именем Лидия, торговавшая багряницею, чтущая Бога, слушала; и Господь отверз сердце её внимать тому, что говорил Павел. Когда же крестилась она и домашние её, то просила нас, говоря: если вы признали меня верною Господу, то войдите в дом мой и живите [у] [меня]. И убедила нас.(Деян. 16:11—15).

## Предания
Согласно преданию, Лидия стала христианской диакониссой в Филиппах.

## Исследования
Имя Лидия означает «лидийка», то есть происходящая из исторической области Лидия в Малой Азии. Город Фиатира (Фиатиры, совр. турецкий Акхисар), бывший её родным городом, находился в Лидии неподалёку от границы с Мисией и с древних времён был одним из важных центров производства шерсти, тканей и пурпура (в Синодальном переводе — «багряница»). То, что в Фиатире производили пурпур, засвидетельствовано эпиграфически. Ткани пурпурного цвета окрашивали в Фиатире не с помощью пурпурных моллюсков, как в Тире, а с помощью корня марены красильной. Данное производство существовало в этом регионе до XIX века, когда было вытеснено анилиновыми красителями.
Неудивительно, что и переехав из Фиатиры в Филиппы, Лидия продолжала заниматься обычным для её родных мест делом — торговлей пурпуром. Торговля пурпурными тканями была выгодным делом, вероятно, Лидия была состоятельнее других уверовавших в ходе проповеди Павла и ей было легче дать у себя приют апостолам.
Река рядом с Филиппами (древние Криниды, лат. Волосы), в которой были крещены Лидия и домашние её, — Зигактис (греч. Весы), опознаваемая ныне как Ангитис, приток Стримона. В настоящее время на предполагаемом месте крещения Лидии построена часовня и устроен баптистерий.
Термин «чтущая Бога» имеет особое значение в Деяниях — Лука называет так «квази-прозелитов», то есть язычников, которые почитали Бога Израилева, принимали монотеизм, однако не становились прозелитами и не входили в иудейскую общину.

## Почитание
Лидия почитается в православии и католичестве святой. В Католической церкви память Лидии совершается 3 августа, в то время как в различных православных церквях её память совершается в разные дни — 27 марта, 25 июня и 20 мая.